# Cawdor Castle
Erro Lua em Módulo:Coordenadas na linha 622: bad argument #1 to 'abs' (number expected, got nil).

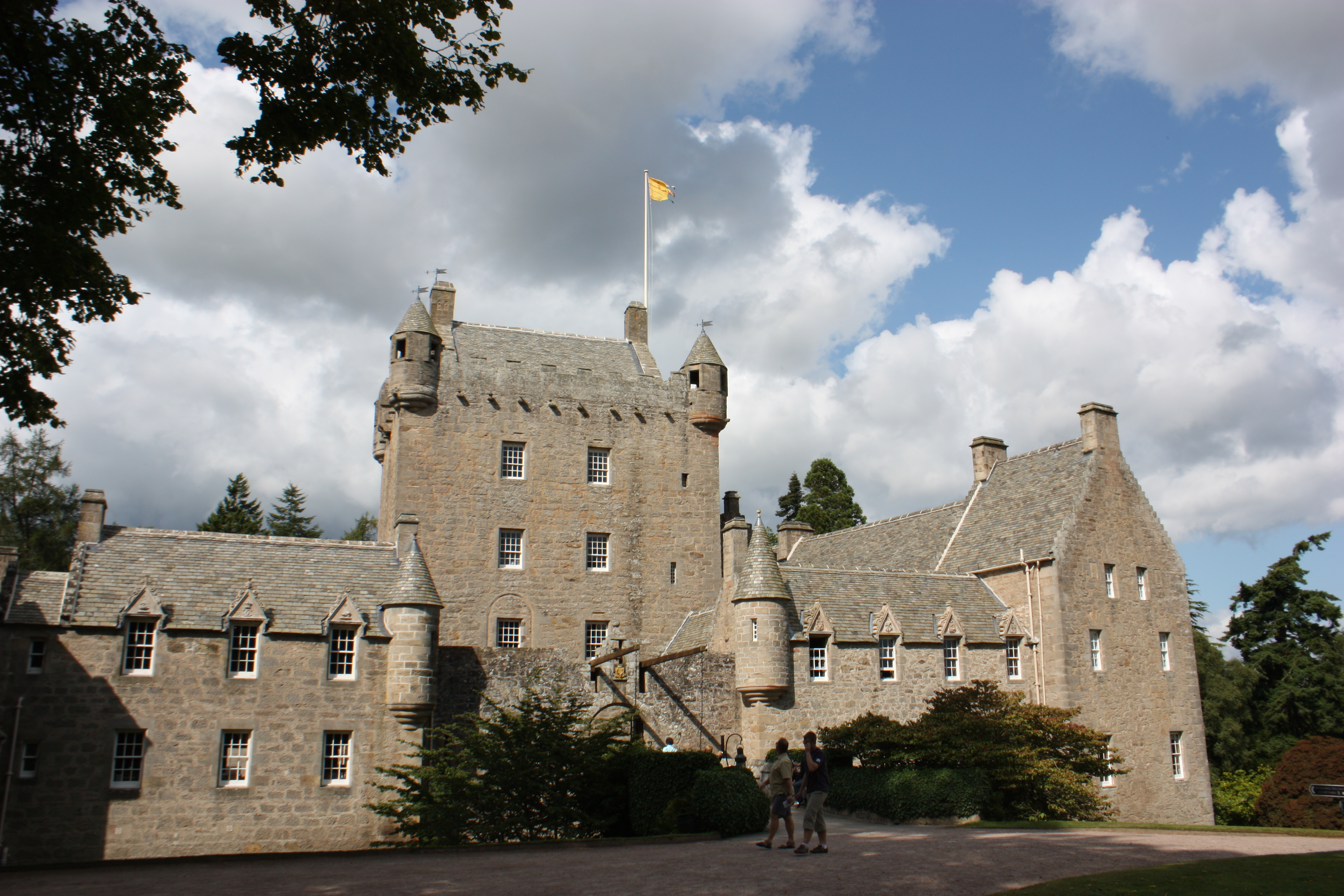
Vista geral do Cawdor Castle.

O Cawdor Castle é um palácio fortificado que se ergue entre magníficos jardins na paróquia de Cawdor, aproximadamente 16 km (10 milhas) a leste de Inverness e 8 km (5 milhas) a sudoeste de Nairn, na Escócia. Esta torre apalaçada pertence ao Clã Calder. Ainda serve de lar à Venerável Condessa Cawdor, madrasta de Colin Robert Vaughan Campbell, 7º (e actual) Conde Cawdor e 25º Thane de Cawdor. O edifício está aberto ao público entre a Primavera e o Outono.
O castelo é, talvez, mais conhecido pela sua ligação literária com a tragédia Macbeth, de William Shakespeare, cuja personagem-título foi feita Thane de Cawdor. No entanto, a história é altamente ficcionada e o próprio castelo foi construído muitos anos depois dos eventos representados na peça.
O castelo está protegido por lei como um listed building, classificado com a categoria "A", desde 26 de Janeiro de 1971.

## História

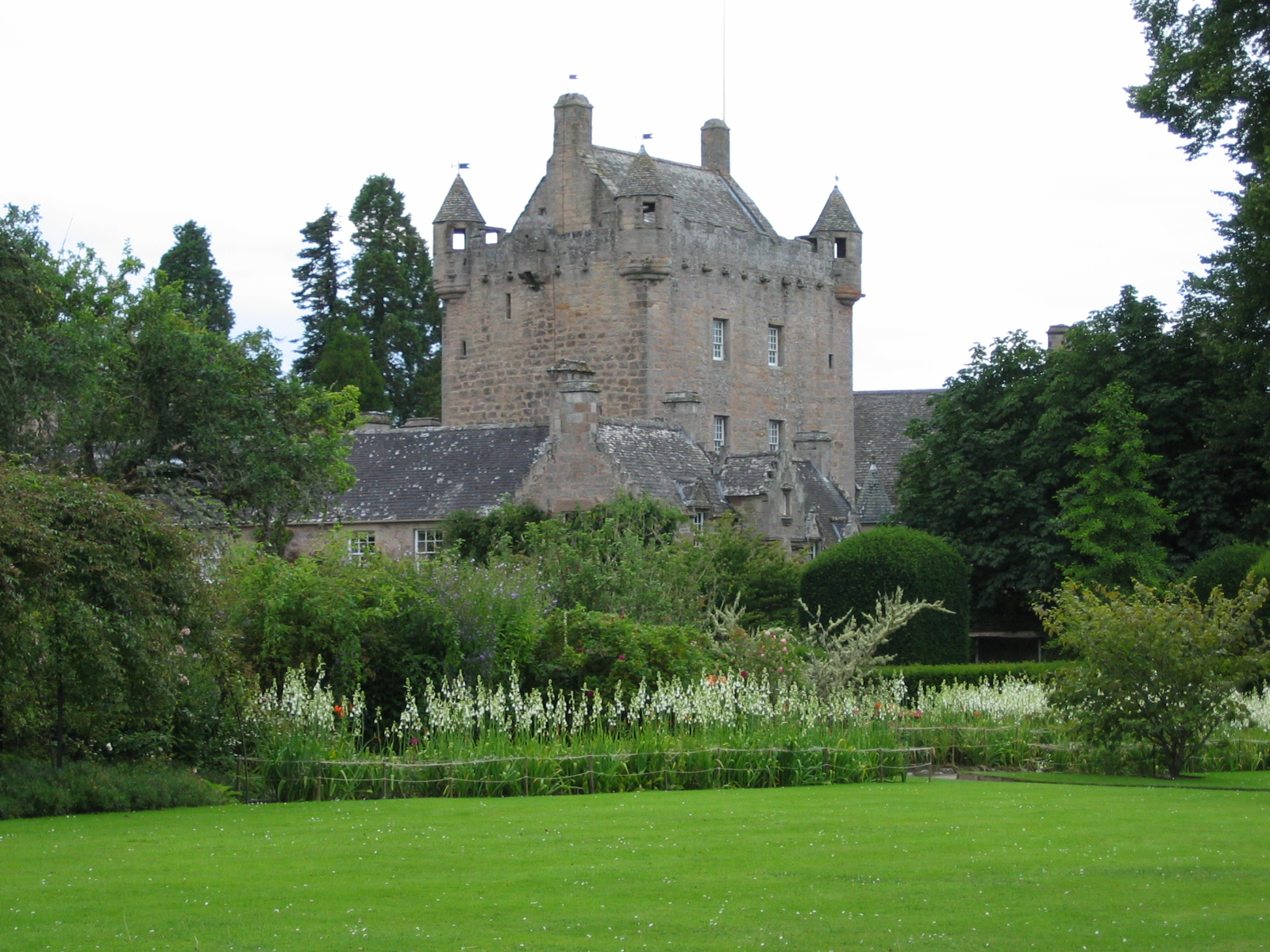
Vista parcial do Cawdor Castle.

A primeira data documentada para o castelo é o ano de 1454, quando foi concedida uma licença de construção a William, Thane de Cawdor (ou Calder, como o nome é, por vezes, pronunciado). No entanto, algumas partes do castelo podem preceder essa data. Historiadores de arquitectura têm datado o estilo de trabalho em pedra na parte mais antiga do edifício como remontando, aproximadamente, a 1380.
Uma das características curiosas do castelo é o facto de ter sido construído em volta dum pequeno azevinho vivo, cujos restos ainda podem ser vistos no nível mais baixo da torre. Testes científicos modernos demonstraram que a árvore morreu, aproximadamente, em 1372 (dando credibilidade à hipótese duma data mais precoce para a primeira construção do castelo).
Consistido orginalmente, apenas, por uma grande torre (ou torre de menagem), o castelo foi ampliado numerosas vezes nos séculos seguintes, com adições significativas feitas nos séculos XVII e XIX. 
O yett (portão gradeado) em ferro foi trazido do vizinho Lochindorb por volta de 1455, quando o Scottish Privy Council (Conselho Privado Escocês) instruiu o Thane de Cawdor para desmantelar o castelo ali existente depois deste ter sido perdido para o Conde de Moray.

## Jardins
O Cawdor Castle é conhecido pelos seus belos jardin, os quais incluem o Jardim Murado (plantado, originalmente, no século XVII), o Jardim Flôr (século XIII) e p Jardim Selvagem (adicionado na década de 1960). Além disso, a propriedade do castelo inclui um bosque com numerosas espécies de árvores (assim como mais de 100 espécies de líquens).

## Ligação a Shakespeare

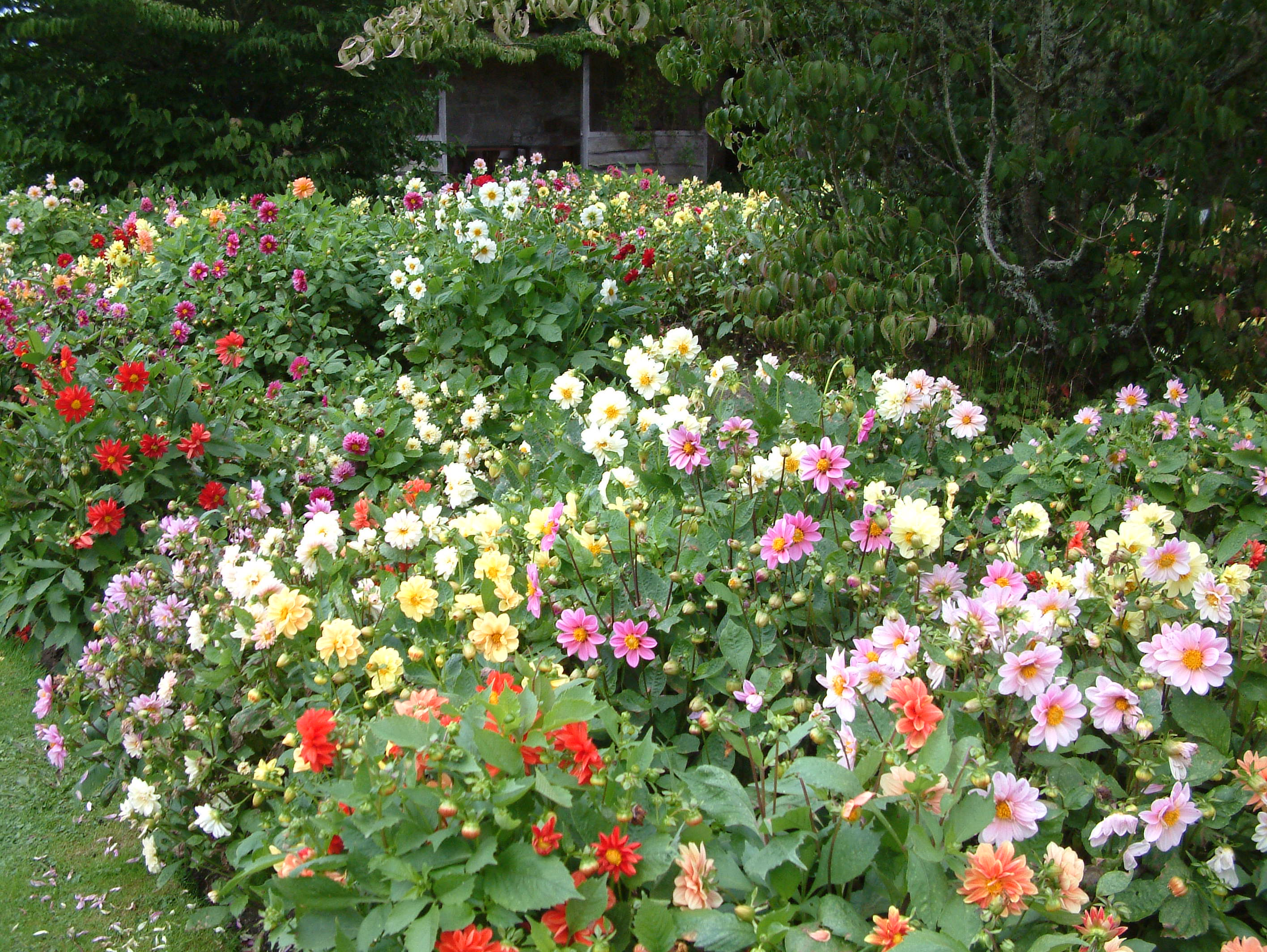
Jardins do Cawdor Castle.

A peça Macbeth, de Shakespeare, toma liberdades com a história do histórico Rei Macbeth da Escócia, que governou a Escócia depois das suas forças matarem o Rei Duncan da Escócia em batalha (não assassinado como na peça). A peça, escrita pela primeira vez em 1606, descreve contos algo fantasiosos do Rei Macbeth escritos pelo monge Andrew of Wyntoun (em Fife) no seu Cronykil (completado em 1406). Entre os elementos tomados por Shakespeare das histórias do monge, está a ideia das três estranhas irmãs profetizas.
Na peça, Shakespeare põe as três irmãs a profetizar que Macbeth, então Thane de Glamis, se tornaria Thane de Cawdor e, posteriormente, rei. De facto, Duncan fez Macbeth, quase imediatamente, Thane de Cawdor. Acreditando na necessidade de cumprir o resto da profecia, Macbeth e a sua Lady Macbeth, assassinaram Duncan durante o sono, um acto que leva Macbeth à queda final.
Na peça, o assassinato de Duncan tem lugar no castelo de Macbeth em Inverness, não no Cawdor Castle, o que não surpreende, já que Macbeth acabara de receber o título de Thane de Cawdor e, portanto, ainda não tivera tempo de fazer de qualquer castelo em Cawdor sua casa.
Embora o nome de Cawdor vá ligar para sempre esta obra clássica da literatura com o Cawdor Castle, o castelo não existia durante a vida de Macbeth ou Duncan e os eventos da peça são quase inteiramente fictícios. O guia do castelo informa que o 5º Conde Cawdor (o 23º thane) terá dito, presumivelmente com alguma ironia, "Eu desejava que o bardo nunca tivesse escrito a sua maldita peça!"

## Literatura
- Christina Gambaro, Giulia Gaida (Red.): Schottland - Burgen und Schlösser. Karl Müller, Colónia, 2003, ISBN 3-89893-075-0.